# Państwo frankijskie
Państwo frankijskie, in. Królestwo Franków (łac. Regnum Francorum) – początkowo plemienne państwo Franków, następnie jedno z najsilniejszych państw we wczesnośredniowiecznej Europie. W 800 r. na jego bazie utworzone zostało odnowione Cesarstwo Karola I Wielkiego.

## Panowanie Chlodwiga I

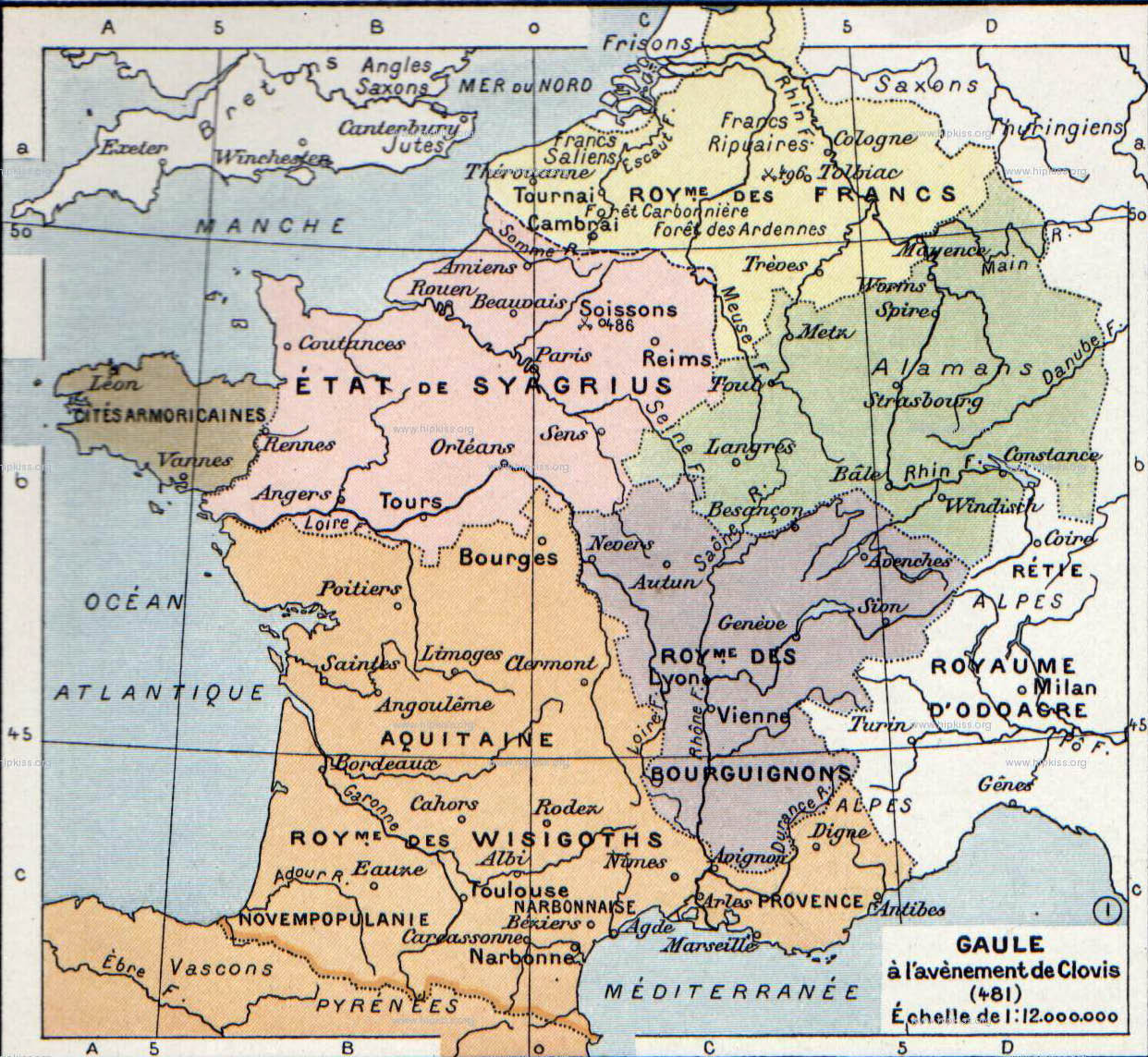
Galia w roku 481

W V wieku Frankowie saliccy pod wodzą Childeryka podbili Galię. Po jego śmierci w 481 r. panowanie objął jego syn Chlodwig I. W momencie wstąpienia na tron był on jednym z wielu władców plemiennych, a jego władza ogniskowała się wokół Tournai. W ciągu kilku lat udało mu się pokonać innych wodzów, co uczyniło go jedynym królem. W 486 r. w bitwie pod Soissons pokonał rzymskiego wodza Syagriusza (Sjagriusza), który po upadku cesarstwa rzymskiego ustanowił dominium w północnej Galii (Państwo Syagriusza). Po tym zwycięstwie Chlodwig rozciągnął swą władzę nad jego państwem i ustanowił stolicę w Soissons. W 492 roku poślubił siostrzenicę króla Burgundów Chrodechildę, która starała się przekonać męża do konwersji na chrześcijaństwo, starania te jednak spełzły na niczym.
Dalsze lata panowania Chlodwiga to ciąg sukcesów wojskowych: odparcie najazdu Alemanów w 496 roku, ingerencja w wewnętrzne spory wśród Burgundów w 500 r., podbój Akwitanii w 506 r. Zdobyczom tym towarzyszyło ciągłe rozciąganie władzy nad innymi państwami frankijskimi w kierunku Renu.
Szczególne znaczenie dla przyszłości i charakteru państwa frankijskiego miało przyjęcie przez Chlodwiga chrztu w czasie kampanii przeciw Alemanom. Legenda głosi, że król przysiągł przed decydującą bitwą, że w razie zwycięstwa dokona konwersji. W odróżnieniu od innych władców barbarzyńskich, w większości arian, Chlodwig przyjął chrzest w obrządku katolickim. Miało to duże znaczenie dla spoistości państwa frankijskiego, gdyż większość mieszkańców Galii należała do Kościoła katolickiego.
W 507 r. wybuchła wojna z królestwem wizygockim. W tym konflikcie wspierał Chlodwiga król burgundzki. Bitwa stoczona z Wizygotami pod Vouille, w pobliżu Poitiers, przyniosła zwycięstwo Chlodwiga. Zginął wizygocki władca, Alaryk II, a akwitańskie prowincje królestwa wizygockiego znalazły się w rękach Franków. Ze względu na oddalenie od Cesarstwa Bizantyjskiego cesarz łaskawszym okiem patrzył na Franków niż Ostrogotów. Cesarz Anastazy I uznał władzę Chlodwiga i w 508 r. przyznał mu konsulat honorowy. Pod koniec życia Chlodwig podporządkował sobie małe królestwa frankońskie w Kolonii, Therouanne, Cambraii Le Mans. Chlodwig zmarł 27 listopada 511.

## Podział państwa po śmierci Chlodwiga I

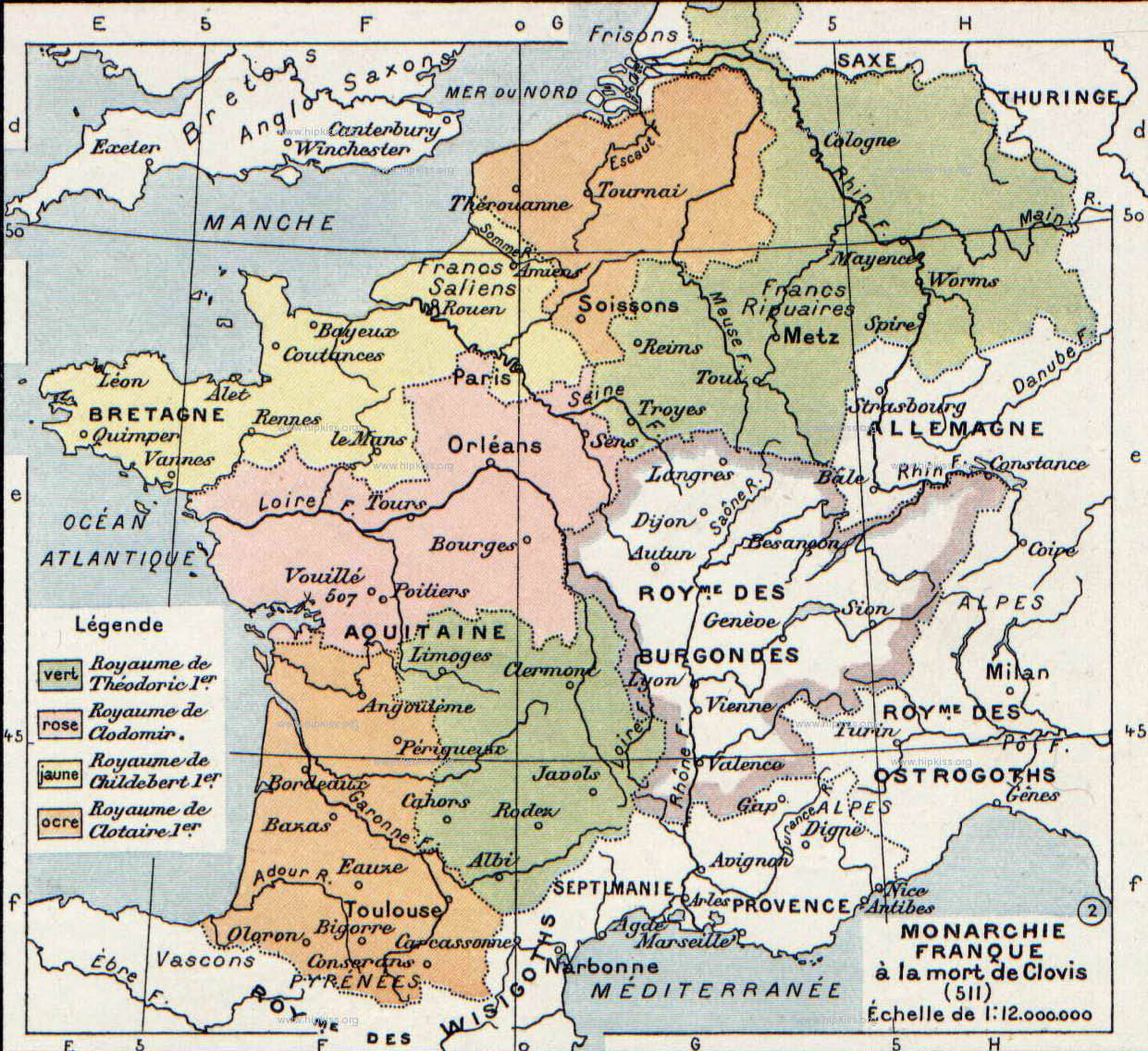
Podział Galii w 511 r.

Po śmierci Chlodwiga stworzone przez niego państwo uległo podziałowi między jego czterech synów:
- Teodoryka – tereny Franków Rypuarskich, a także wschodnia Akwitania, stolica w Metz[4] lub w Reims[5].
- Chlotara – tereny położone nad dolną i środkową Loarą, wokół Poitiers, Bourges i Orleanu, ze stolicą w tym ostatnim mieście.
- Childeberta – tereny Franków Salickich (na zach. od Sommy), Normandia i Bretania, stolica w Paryżu.
- Chlodomera – tereny Franków Salickich (na wsch. od Sommy), zachodnia Akwitania, stolica w Soissons[potrzebny przypis].

### Podbój Burgundii
Z państwami frankijskimi od południowego zachodu sąsiadowało silne państwo Burgundów, którego władcy cieszyli się dużymi wpływami na dworze bizantyńskim. Byli oni spokrewnieni (przez Chrodechildę) z Merowingami, a od 515 r. tak jak i oni wyznawali katolicyzm. Dobrze zapowiadające się panowanie nowego władcy Zygmunta zostało zachwiane przez oskarżenia rzucone przez jego żonę pod adresem Sigeryka, syna Zygmunta z pierwszego małżeństwa. Podburzony tym król udusił własnego syna. Chlodomer skorzystał z kłopotów wewnętrznych Burgundów i w 523 r. najechał ich państwo. Po krótkiej kampanii pojmał i zamordował Zygmunta i jego rodzinę. W roku następnym powrócił do Burgundii, gdzie władzę objął brat zmarłego Godomar, któremu w 524 roku udało się odeprzeć najazd króla Soissons. W walkach tych zginął Chlodomer, a jego królestwo zostało podzielone między Childeberta i Chlotara, którzy zabili dwóch synów zmarłego, a trzeciego uczynili księdzem. Dzieło rozpoczęte przez Chlodomera dokończyli jego bracia, Chlotar i Chilbert, którzy podbili Burgundię w 534 roku.
Burgundia została podzielona między trzech braci i Teodeberta, syna Teodoryka, który nie brał udział w wyprawie na Burgundów, gdyż ożeniony był z córką Zygmunta. Tak więc Teodebert otrzymał północną część królestwa, Childebert – środkową z Lyonem i Vienne, a Chlotar – południową.

### Polityka Teodoryka
W czasie walk młodszych braci o Burgundię Teodoryk działał na północno-zachodniej granicy ich wspólnego dziedzictwa. Jego pierwszym wrogiem byli Duńczycy, którzy tamtejsze terytorium uczynili terenem swoich ekspedycji. W walce tej wspierali go Sasi i Fryzowie, którym w pewnym momencie narzucił zwierzchnictwo. Teodoryk ingerował także w sprawy państwa Turyngów, którym rządzili bracia Hermanfrid i Berthar. Pierwszy z nich zaproponował Teodorykowi połowę królestwa w zamian za usunięcie brata, nie dotrzymał jednak obietnicy. Wobec tego Teodoryk postanowił użyć siły: wraz z bratem Chlotarem w 531 r. najechał Turyngów, zabił króla i anektował jego królestwo, a jego siostrzenicę Radegund pojmał Chlotar; możliwe, że później została ona jego żoną. W czasie walk w Burgundii (najprawdopodobniej tych z 524 roku) Teuderyk wyprawił się na Owernię, która stała się zarzewiem buntu (cześć możnowładców chciała poddać się władzy Childeberta).

### Podboje synów Chlodwiga I
Mimo podejmowanych prób zbliżenia Merowingów z panującymi w Hiszpanii i południowej Galii Wizygotami, czego wyrazem było małżeństwo siostry Merowingów z wizygockim królem Amalrykiem, w późniejszym okresie Frankowie napadali na ziemie Gotów. Największą i ostatnią była wyprawa podjęta przez Childeberta i Chlotara w 541 r., zakończyła się ona jednak klęską.
Ostatnią wielką zdobyczą synów Chlodwiga było zajęcie Prowansji. Czynu, który nie udał się ojcu na drodze wojennej, synowie dokonali za pomocą dyplomacji. W zamian za pomoc w walce z Bizancjum Ostrogoci zrzekli się władzy nad Prowansją i terenami alemańskimi nad Górnym Renem. Frankowie jednak nie poprzestali na tym i pod wodzą Teodeberta w 539 roku udali się do Italii, gdzie, walcząc zarówno z Bizantyńczykami, jak i z Ostrogotami, złupili kraj.

## Państwo Franków po śmierci Chlotara I
W 561 r. nastąpił rozpad państwa na Austrazję, Neustrię, Burgundię i Akwitanię. Ponowne zjednoczenie kraju dokonało się w 613 roku za sprawą Chlotara II. W latach 639–751 trwał okres tzw. gnuśnych królów. Powstanie potęgi frankijskiej nie byłoby możliwe, gdyby nie władca europejski przełomu VII i VIII wieku, Karol Młot. Nie tylko niepodzielnie władał on praktycznie całą zachodnią częścią kontynentu (nie licząc Wysp Brytyjskich i Półwyspu Iberyjskiego), ale dzięki swej zdecydowanej polityce przeciwko muzułmanom z Hiszpanii wdał się w łaski papiestwa. Przydomek swój zawdzięczał zwycięskiej bitwie pod Poitiers; nigdy jednak nie przyjął tytułu królewskiego, pełniąc funkcję majordoma na dworze Merowingów. Syn Karola, Pepin Krótki, objął władzę już jako król w 751 r., detronizując Merowingów. Zacieśnił on więzi z papieżem, tworząc w Italii Państwo Kościelne.

### Państwo Karola Wielkiego
Po śmierci Pepina w 768 r. na tronie zasiadł jego syn, Karol Wielki. 25 grudnia 800 został koronowany przez papieża Leona III na cesarza rzymskiego . Bizancjum uznało tytuł cesarski Karola w 812 r. W 814 r. następnym władcą karolińskim został Ludwik I Pobożny, lecz w wyniku słabych rządów Cesarstwo Karolińskie uległo rozpadowi . W 843 r. traktat w Verdun podzielił państwo frankijskie na trzy części: zachodnią, środkową oraz wschodnią. Podział ten dał początek królestwom: Francji, Włoch oraz Niemiec . Z dwóch ostatnich Otton I Wielki odtworzył ponownie Święte Cesarstwo Rzymskie w 962 r. . Natomiast Frankowie zachodni ulegli romanizacji i zasymilowali się z tubylczą ludnością galo-romańską .